# Phản xạ có điều kiện

Ví dụ về sự hình thành và kết quả phản xạ có điều kiện ở chuột, theo học thuyết Pavlov.

Phản xạ có điều kiện là một phương thức phản xạ của động vật bậc cao, lần đầu tiên được nghiên cứu chi tiết và công bố bởi nhà khoa học Nga là Ivan Pavlov (tên tiếng Nga: Ива́н Петро́вич Па́влов) thông qua các thí nghiệm với chó và được công bố năm 1897. Phương thức phản xạ này cũng xảy ra ở người.
Phản xạ có điều kiện là những phản xạ được hình thành trong đời sống qua một quá trình học tập, rèn luyện. Phản xạ có điều kiện để thay đổi, tạo điều kiện cho cơ thể thích nghi với điều kiện sống mới. Phản xạ có điều kiện dễ mất nếu không được thường xuyên củng cố.

## Từ nguyên và nội hàm
Phản xạ có điều kiện là thuật ngữ dịch từ tiếng Nga: Усло́вный рефле́кс do chính I. P. Pavlov đề xuất, dùng để chỉ loại phản xạ chỉ có thể có sau khi cá thể động vật nào đã được tập luyện, hoặc trải qua, mặc dù sinh ra chưa có; còn cá thể nào không trải qua học tập thì không thể có.

## Ngoại diện
- Thuật ngữ "phản xạ có điều kiện" hiện được dùng phổ biến ở Nga, Việt Nam,...[3][4] Đã có một thời gian khá dài, các tư tưởng của Pavlov họp thành "học thuyết phản xạ có điều kiện" hoặc "học thuyết Pavlov", được giảng dạy phổ biến trong nhiều trường học của các nước thuộc hệ thống xã hội chủ nghĩa.
- Sau đó, trải qua hơn nửa thế kỷ, sự phát triển của khoa học và công nghệ hiện đại - tuy vẫn công nhận cống hiến của Pavlov - đã dẫn đến các học thuyết khác cũng về sự hình thành tập tính của động vật, cũng "có điều kiện", v.v.[6][7] nên khái niệm "phản xạ có điều kiện" này còn được gọi là "có điều kiện kiểu Pavlov" (conditioning Pavlovian) hoặc "có điều kiện cổ điển" (Classical conditioning) ở nhiều nước phương Tây.

## Tóm tắt
Khoảng cuối những năm 1890, Pavlov nghiên cứu chức năng dạ dày của loài chó bằng cách quan sát sự tiết dịch vị của chúng, sau đó ông tính toán và phân tích dịch vị của chó và phản xạ của chúng dưới các điều kiện khác nhau. Ông để ý rằng chó thường tiết dịch vị khi phát hiện ra các tín hiệu báo hiệu sự xuất hiện của thức ăn. Sau này Pavlov đã xây dựng lên định luật cơ bản mà ông gọi là "phản xạ có điều kiện" dựa trên hàng loạt thí nghiệm mà ông tiến hành trước đó. 
Nhưng thí nghiệm này chỉ có tác dụng với những chú chó làm thí nghiệm đã được huấn luyện lâu dài, còn với những chú chó mới sinh ra và chưa qua huấn luyện thì không được. Pavlov cho rằng đây là một loại phản ứng đối với sự kích thích từ bên ngoài, ông gọi nó là "phản xạ có điều kiện" của động vật. Phản xạ có điều kiện dễ mất đi nếu không được củng cố thường xuyên.
Sau này Pavlov còn đi sâu nghiên cứu về những vấn đề này đồng thời đã viết ra tác phẩm nổi tiếng của mình. Vì những thành tựu này, ông đã nhận được giải thưởng Nobel năm 1904 (Nobel Prize in Physiology or Medicine).